# Michael Hoeye
Michael Hoeye (* 1947 in Los Angeles) ist ein US-amerikanischer Kinderbuchautor. 
Hoeye wurde bekannt durch seine Kriminal-Buchreihe über die Maus Hermux Tantamoq für Jugendliche und Erwachsene Mäusefreunde.
Er lebt mit seiner Frau Martha im US-Bundesstaat Oregon.

## Werke
- Hermux Tantamoq – Im Wettlauf mit der Zeit
- Hermux Tantamoq – Das Geheimnis der verbotenen Zeit
- Hermux Tantamoq – Vorhang auf – Die Zeit läuft!
- Hermux Tantamoq – Time To Smell The Roses (nur in den USA erschienen)